# Bombus brachycephalus
Bombus brachycephalus är en biart som beskrevs av Anton Handlirsch 1888. Den ingår i släktet humlor, och familjen långtungebin. Inga underarter finns listade.

## Beskrivning
Arten har stor färgvariation: Generellt är den övervägande svart med gula eller rödaktiga hår på mellankroppen. En form i centrala Mexiko har emellertid honor som är nästan helt svarta med rödorange hår på de sista tre tergiterna. Hanarna av samma form har tergit 7 (sista bakkroppssegmentet) orangeröd, och gulaktig päls på mellankroppen. En annan sydmexikansk och centralamerikansk form har drottningar, och ofta även arbetare helsvarta; de arbetare som inte är helt svarta har sidorna på tergit 2, och ibland också hela tergit 5, täckta med gul päls. Generellt är hanarna ändå mer variabla; vissa är helt svarta utom sidorna på de sista två eller tre tergiterna, som är gula, andra är svarta med gul päls på mellankroppen, speciellt sidorna, och gula sidor på varje tergit. Drottningarna är 16 till 18 mm långa, arbetarna 14 mm, och hanarna 16 mm. Mellankroppen är mellan 5 och 7 mm bred.

## Ekologi
Habitaten utgörs av blandskogar med ek- och tallarter samt både lövfällande och städsegrön lövskog. Arten har påträffats på blommande växter som sunnhampor och Dalea bland familjen ärtväxter samt Leonotis nepetifolia och salviaarter bland familjen kransblommiga växter. Den är en höglandsart, som förekommer mellan 700 och 2 700 meters höjd. Arten är troligtvis aktiv under hela året.

## Hotstatus
IUCN rödlistar arten som starkt hotad (EN). Främsta skälet är habitatförlust till följd av uppodling, storskalig boskapsuppfödning och biocidanvändning. Gruvdrift och skogsbränder är andra hot. Jordbrukets monokulturer, som berövar arten många av dess näringsväxter, är ännu en anledning till artens nedgång.